# 戒厳令の夜
『戒厳令の夜』（かいげんれいのよる）は五木寛之の伝奇ロマン。1975年に文芸誌『小説新潮』1月号から12月号まで連載され、1976年12月に新潮社から上下2巻で書籍化された。
1977年、第30回『日本推理作家協会賞』(長編部門) 候補作、1980年に白夜プロダクション制作で映画化された。

## あらすじ
1973年5月に映画雑誌の記者江間隆之は仕事で訪れた福岡市の東中洲にある酒場で、壁に掛かるジプシーの少女像を目にした。これは“彼”の絵ではないかと江間は強い疑念に囚われる。それはナチス占領時代のフランスで略奪され、大戦末期にUボートでドイツから日本へ輸送された物だった。激動の時代に翻弄され歴史の闇に消えた幻の天才画家パブロ・ロペスの作品とそれに魅入られた人々の数奇な流転の物語は、1973年9月11日アジェンデ政権下の南米チリで、アメリカCIAの策謀による軍事クーデター勃発の銃声で幕が下りる。

## 主要登場人物
- 江間隆之 - 美術に造詣の深い37歳の映画ジャーナリスト
- 江間佐江子 - 隆之の妻
- 鳴海望洋 - 政財界に人脈を持つ、美術愛好家の老人
- 黒崎良平 - 鳴海の運転手兼秘書
- 秋沢敬之助 - 江間の大学時代の恩師、美術史家の助教授
- 秋沢冴子 - 秋沢助教授の一人娘
- 伊崎乙彦 - 江間の大学時代の友人、パリ帰りの大学助教授
- 谷沢康吉（康美） - ゲイボーイの元筑豊の炭鉱夫
- 原島雄一郎 - 筑豊の炭鉱主
- 水沼隠志 - 三潴郡の県主で海人族の老人
- 鹿火 - 九州山民連合リーダー
- パブロ・ロペス - 内戦の祖国からパリへ亡命した、スペインの地方画家
- イサベル - 南米チリの名門で大富豪の一人娘、パブロのパトロンヌ
- バルデス夫人 - チリ人民共和国文化省美術委員副委員長

## 書籍
- 1976年12月（上下巻）新潮社
- 1978年8月 新潮現代文学（72）新潮社
- 1980年3月（上下巻）新潮文庫
- 1981年8月 五木寛之小説全集（30-31）新潮社

## 映画

### スタッフ
- 監督：山下耕作
- 脚本：夢野京太郎・佐々木守
- 音楽：ジョー山中
- 主題歌：「悲しみのフローレンス」アマリア・ロドリゲス

### キャスト
鶴田浩二 / 伊藤孝雄 / 樋口可南子 / 佐藤慶 / 伊吹吾郎 / 長門勇
※この作品で映画デビューした樋口可南子は『ゴールデン・アロー賞』新人賞を受賞した。